# Love Dealer
„Love Dealer” este al treilea single de pe albumul de debut a cântăreței Esmée Denters, Outta Here. Cântecul a fost scris de Denters, Justin Timberlake și Stargate în 2009.